# 小行星3607
小行星3607（英語：3607 Naniwa）是一颗围绕太阳公转的小行星。1977年2月18日，香西洋树、古川麒一郎在木曾町发现了此天体。
这颗小行星的绝对星等为127.40432等。